# Катастрофа Ил-18 под Чунцином
В понедельник 18 января 1988 года при заходе на посадку в районе Чунцина потерпел катастрофу Ил-18Д компании China Southwest Airlines, в результате чего погибли 108 человек.

## Самолёт
Ил-18Д с бортовым номером B-222 (заводской — 187009901, серийный — 099-01) был выпущен заводом ММЗ «Знамя Труда» в 1967 году и передан Главному управлению гражданской авиации КНР. В 1986 году был передан одному из её подразделений — China Southwest Airlines.

## Катастрофа
Самолёт выполнял рейс 4146 из Пекина в Чунцин, на его борту находились 10 членов экипажа и 98 пассажиров.
| Национальность | Пассажиры | Экипаж | Всего |
| -------------- | --------- | ------ | ----- |
| Китай          | 94        | 10     | 104   |
| Япония         | 3         | —      | 3     |
| Великобритания | 1         | —      | 1     |
| Итого          | 98        | 10     | 108   |

Полёт в целом прошёл без замечаний и экипаж начал выполнять заход на посадку. Однако затем на двигателе № 4 (крайний правый) возник пожар. На предпосадочной прямой возникший огонь разгорелся настолько сильно, что разрушил крепления двигателя и тот отделился от крыла. Возникла сильная вибрация, из-за чего зафлюгировался воздушный винт № 1 (крайний левый), что привело к падению силы тяги и самолёт начал снижаться, а с учётом отделения двигателя № 4 управление было значительно осложнено. Пилоты попытались выровнять авиалайнер, но он зацепил линии электропередач, затем врезался в два пустых сельских дома в 32 километрах юго-западнее аэропорта. От удара Ил-18 полностью разрушился, все 108 человек на борту погибли; на земле никто не пострадал. На момент событий это была вторая крупнейшая авиакатастрофа в Китае (на 2013 год — пятая).

## Причины
Согласно заключению комиссии пожар был вызван утечкой масла. Стартёр-генератор двигателя № 4 настолько сильно нагрелся, что расплавил трубку маслопровода. Когда же вытекшее масло попало на генератор, тот был настолько раскалён, что воспламенил его. Причиной катастрофы было названо нарушение в техобслуживании.
После катастрофы в стране провели проверки всех эксплуатируемых Ил-18 и аналогичные проблемы были обнаружены на 17 машинах.